# 吉永吉次
吉永 吉次（よしなが きちじ、1879年（明治12年）9月28日 - 1934年（昭和9年）5月15日）は、大日本帝国陸軍軍人。最終階級は陸軍少将。

## 経歴
鹿児島県出身。1902年（明治35年）陸軍士官学校第14期卒業。翌年6月、陸軍歩兵少尉に任官する。1909年（明治42年）12月、陸軍大学校に入校し、1912年（大正元年）11月、陸軍大学校第24期卒業。
1924年（大正13年）8月、陸軍歩兵大佐に進級と同時に富山連隊区司令官となり、歩兵第35連隊長を経て、1930年（昭和5年）3月、陸軍少将に進み、歩兵第11旅団長となった。1932年（昭和7年）8月、豊予要塞司令官に転じたのち、翌年の1933年（昭和8年）3月18日に待命、同月31日に予備役に編入した。